# 2-Hidroksihinolin 5,6-dioksigenaza
2-Hidroksihinolin 5,6-dioksigenaza (EC 1.14.12.16, 2-okso-1,2-dihidrohinolinska 5,6-dioksigenaza, hinolin-2-ol 5,6-dioksigenaza, hinolin-2(1H)-on 5,6-dioksigenaza) je enzim sa sistematskim imenom hinolin-2-ol,NADH:kiseonik oksidoreduktaza (5,6-hidroksilacija). Ovaj enzim katalizuje sledeću hemijsku reakciju
hinolin-2-ol + NADH + H+ + O2 {\displaystyle \rightleftharpoons } 2,5,6-trihidroksi-5,6-dihidrohinolin + NAD+
Supstrati ovog enzima su takođe: 3-metilhinolin-2-ol, hinolin-8-ol i hinolin-2,8-diol.

## Literatura
- Nicholas C. Price; Lewis Stevens (1999). Fundamentals of Enzymology: The Cell and Molecular Biology of Catalytic Proteins (Third изд.). USA: Oxford University Press. ISBN 019850229X.
- Eric J. Toone (2006). Advances in Enzymology and Related Areas of Molecular Biology, Protein Evolution (Volume 75 изд.). Wiley-Interscience. ISBN 0471205036.
- Branden C; Tooze J. Introduction to Protein Structure. New York, NY: Garland Publishing. ISBN 0-8153-2305-0.
- Irwin H. Segel. Enzyme Kinetics: Behavior and Analysis of Rapid Equilibrium and Steady-State Enzyme Systems (Book 44 изд.). Wiley Classics Library. ISBN 0471303097.

## Spoljašnje veze
- 2-hydroxyquinoline+5,6-dioxygenase на 